# ناتالي وايت
ناتالي وايت (بالإنجليزية: Natalie White)‏ هي مشاركة تلفزيون الواقع ‏ أمريكية، ولدت في 22 أبريل 1983 في فان بيورين في الولايات المتحدة.

## وصلات خارجية
- ناتالي وايت على موقع IMDb (الإنجليزية)